# 好酸球減少
好酸球減少（Eosinopenia）は無顆粒球症の一種で、好酸球の数が通常よりも少ない状態を指す。好酸球減少を伴う白血球増多は、細菌感染の予測因子となる。特に腸チフス初期の指標となり得る。ストレス反応、クッシング症候群、ステロイドの使用によって誘発される事がある。その他の病的な原因としては、熱傷や急性感染症などが挙げられる。0.01×109/L未満と定義されている。

## 関連文献
- “Search for eosinopenia in hospitalized patients with normal blood leukocyte concentration”. Am. J. Hematol. 24 (1):  55–63. (1987). doi:10.1002/ajh.2830240108. PMID 3799595.